# Klątwa zwycięzcy
Klątwa zwycięzcy (przekleństwo zwycięzcy) – zjawisko opisane w teorii aukcji, teorii gier oraz w ekonomii behawioralnej, polegające na powszechnie obserwowanej u ludzi skłonności do relatywnego przepłacania przez zwycięzców wielu powszechnych form licytacji lub podobnych systemów decyzyjnych. 
Określenie to stosowano także w nieco innych znaczeniach, np. w statystyce i metodologii dla opisu tendencji do przeszacowywania wśród pierwszych estymacji statystycznych badanego zjawiska. Oba przypadki łączy mechanizm heurystycznego wnioskowania w warunkach niepełnych informacji i przy prostym kryterium decyzji. Spośród wszystkich oszacowań, z których każde zawiera pewien błąd – zaniżający lub zawyżający je – wybierane są te, które są najbardziej zawyżone.

## W teorii aukcji
Według opracowania Richarda Thalera problem został opisany po raz pierwszy w 1971 w kontekście licytacji praw do odwiertu przez inżynierów naftowych. Eksperymenty opisane przez Thalera sugerują, że – o ile wszyscy uczestnicy aukcji nie są perfekcyjnie racjonalni lub nie kompensują świadomie i skutecznie swoich skłonności – najwyższa zaoferowana cena z reguły przekracza obiektywną lub subiektywną wartość przedmiotu dla zwycięzcy. Problem komplikuje dodatkowo rywalizacja z innymi osobami, tym bardziej, im jest ich więcej, szczególnie w przypadku aukcji zamkniętych, ponieważ dodaje to do zagadnienia trudność oceny, w jakim stopniu konieczne jest przebicie pozostałych ofert.
Przykładem eksperymentów przytoczonych przez Thalera były licytacje słoika z monetami o nieujawnionej przed zakończeniem aukcji wartości $8, wykonane 48 razy w klasach mikroekonomii Uniwersytetu Bostońskiego. Choć przeciętne oszacowanie wartości słoja wyniosło $5,13 i było zaniżone, przeciętna wartość zwycięskiej oferty stanowiła $10,01. Inne badanie sprawdzało hipotezę, że o ile błąd taki można popełnić raz lub parę razy, to ludzie są w stanie się go szybko oduczyć. Spośród 69 uczestników biorących udział w 20 aukcjach jedynie 5 wykazało taką poprawę – co skłania badaczy do konkluzji, że zmiana nie jest tu ani prosta, ani szybka. Badania wykonano także na pracownikach firm prywatnych, którzy mieli częsty profesjonalny kontakt z różnego rodzaju licytacjami – okazało się, że są równie skłonni do ulegania „klątwie” jak studenci. Literatura wskazuje także, że analogiczny mechanizm może występować także np. przy rekrutacjach pracowników i sportowców lub przy decyzjach inwestycyjnych i giełdowych.
Pewne rodzaje aukcji, takie jak system Vickreya, oraz świadome kompensowanie intuicyjnych oszacowań przez uczestników mogą przeciwdziałać wystąpieniu klątwy zwycięzcy.

## W metodologii
Według Ioannidisa świat publikacji naukowych ulega wielu problemom opisanym przez ekonomię, w tym klątwie zwycięzcy. Mechaniczna prostota, jednocześnie niedoskonale rozumiana, kryterium istotności statystycznej (oraz zaniedbanie zagadnienia mocy statystycznej, efekt szuflady i P-hacking) funkcjonuje analogicznie do sposobu wyłaniania zwycięzców aukcji, prowadząc do zawyżenia oszacowań wielkości efektu w pierwszych badaniach. Może być to szczególnie dotkliwe w badaniach obejmujących setki tysięcy testów statystycznych, takich jak badania asocjacyjne całego genomu lub analizy danych z neuroobrazowania. Ioannidis zwraca także uwagę, że jest to potencjalnie bardzo kosztowne społecznie, np. w przypadku bezzasadnie optymistycznych pierwszych wyników badań medycznych.